# Brzeszcze Jawiszowice
Brzeszcze Jawiszowice – stacja kolejowa na granicy Brzeszcz i Jawiszowic, w województwie małopolskim, w Polsce.

## Ruch pasażerski
| Rok  | Wymiana pasażerska na dobę |
| ---- | -------------------------- |
| 2017 | 0-9                        |
| 2022 | 0-9                        |